# Геологічна (зупинний пункт)
Геологічна — пасажирський зупинний пункт Шевченківської дирекції Одеської залізниці на лінії Імені Тараса Шевченка — Чорноліська між станцією Кам'янка (3 км) та зупинним пунктом 241 км (1 км). 
Розташований у місті Кам'янка Кам'янського району Черкаської області.

## Пасажирське сполучення
На зупинному пункті Геологічна зупиняються приміські поїзди до станцій Імені Тараса Шевченка, Цвіткове, Знам'янка-Пасажирська.